# Say Say Say
〈Say Say Say〉는 영국의 음악가 폴 매카트니와 미국의 가수 마이클 잭슨이 작곡하고 공연한 곡으로, 1983년 10월 매카트니의 1983년 음반 Pips of Peace의 리드 싱글로 발매되었다. 조지 마틴이 프로듀싱한 이 곡은 1982년 매카트니의 《Tug of War》 음반 제작 중 녹음되었으며, 잭슨의 음반 《Thriller》 (1982년)의 첫 듀엣곡인 〈The Girl Is Mine〉이 발매되기 약 1년 전이었다.
1983년 10월 발매된 이후, 〈Say Say Say〉는 1년 만에 잭슨의 7번째 톱 10 히트곡이 되었다. 이 곡은 미국, 캐나다, 노르웨이, 스웨덴 등 여러 나라에서 1위를 차지했고 영국에서도 2위에 올랐으며 호주, 오스트리아, 뉴질랜드, 네덜란드, 스위스 등 20여 개국에서 10위권 안에 들었다. 2013년, 《빌보드》는 이 노래를 빌보드 핫 100 차트에서 역대 41번째로 가장 큰 히트곡으로 선정했다. 그것은 또한 《롤링 스톤》 독자 투표에서 역대 9번째로 최고의 콜라보레이션으로 뽑혔다.
이 싱글은 1983년 12월 미국 음반 산업 협회에 의해 50만 장의 판매고를 기록하며 골드 인증을 받았다. 이 싱글은 밥 지럴디가 감독한 영향력 있는 뮤직 비디오로 홍보되었다. 이 단편 영화는 "맥과 잭"(매카트니와 잭슨 역)이라고 불리는 두 명의 사기꾼을 중심으로 한다.

## 배경, 녹음 및 구성
매카트니의 전기 작가 레이 콜먼은 대부분의 가사가 잭슨이 썼고 다음날 매카트니에게 주어졌다고 주장했다. 녹음은 1981년 5월 런던의 AIR 스튜디오에서 시작되었다. 당시 매카트니는 그룹 윙스의 해체 이후 두 번째 솔로 음반인 《Tug of War》를 녹음하고 있었다.
잭슨은 녹음이 진행되는 동안 매카트니와 그의 아내 린다의 집에 머물렀고 둘 다와 친구가 되었다. 어느 날 저녁 식탁에서 폴 매카트니는 그가 출판권을 가지고 있는 모든 노래가 담긴 책자를 들고 나왔다. "이게 큰 돈을 버는 방법이야"라고 음악가가 잭슨에게 말했다. "누군가가 이 노래들 중 하나를 녹음할 때마다 저는 돈을 받습니다. 라디오나 라이브 공연에서 누군가 이 노래를 틀 때마다 돈을 받아요." 매카트니의 말은 1985년 잭슨이 소니 뮤직 퍼블리싱를 인수하는 데 영향을 미쳤다.
매카트니는 〈Say Say Say〉에서 타악기, 신시사이저, 기타, 베이스 기타를 포함한 여러 악기를 연주했다. 하모니카는 크리스 스미스가 연주했고 리듬 기타는 데이비드 윌리엄스가 연주했다. 이 노래는 전 비틀즈 사운드 엔지니어인 제프 에머릭이 설계했다. 〈Say Say Say〉의 제작은 캘리포니아주 체로키 스튜디오에서 정제되고 오버더빙된 후 1983년 2월에 완성되었다.
비틀즈와 함께 일했던 조지 마틴이 이 곡을 프로듀싱했다. 그는 잭슨과의 경험에 대해 말했다. "그는 스튜디오에 들어오면 실제로 아우라를 발산합니다. 의심의 여지가 없습니다. 그는 폴과 같은 음악가는 아니지만, 그가 음악에 무엇을 원하는지는 알고 있고, 매우 확고한 생각을 가지고 있습니다."
잭슨은 또한 그의 자서전인 《문워크》에서 그 경험에 대해 이야기했다. 이 어린 가수는 그의 실수를 바로잡기 위해 퀸시 존스 프로듀서가 참석하지 않았기 때문에, 그 협업이 그의 자신감을 증가시켰다고 밝혔다. 잭슨은 그와 매카트니는 동등하게 일했고, "폴은 나를 스튜디오에 데려가지 않았다"고 덧붙였다.

## 곡 목록
- 영국 7인치 싱글

1. "Say Say Say" (with Michael Jackson) – 3:55
2. "Ode to a Koala Bear" – 3:45

- 미국 12인치 싱글

1. "Say Say Say" (John "Jellybean" Benitez Remix) (with Michael Jackson) – 5:40
2. "Say Say Say" (John "Jellybean" Benitez Remix Instrumental) (with Michael Jackson) – 7:00
3. "Ode to a Koala Bear" – 3:45

- 2015년 투명 바이닐 재발행

1. "Say Say Say" (2015 Remix) (with Michael Jackson) – 7:00
2. "Say Say Say" (John "Jellybean" Benitez Remix Instrumental) (with Michael Jackson) – 7:00

- 디지털 스트리밍[10]

1. "Say Say Say" (2015 Remix / Radio Edit) (with Michael Jackson) – 3:41

- 디지털 다운로드 – via paulmccartney.com[11]

1. "Say Say Say" (2015 Remix / Radio Edit Instrumental) (with Michael Jackson) – 3:41

## 인증
| 국가                                                  | 인증     | 판매량/출하량 |
| ----------------------------------------------------- | -------- | ------------- |
| 캐나다 (뮤직 캐나다)                                  | 플래티넘 | 100,000^      |
| 프랑스 (SNEP)                                         | 골드     | 500,000*      |
| 영국 (BPI)                                            | 실버     | 250,000^      |
| 미국 (RIAA)                                           | 플래티넘 | 1,000,000^    |
| *판매량을 기반으로 한 인증 ^출하량을 기반으로 한 인증 |          |               |